# Милица Николић (џудисткиња)
Милица Николић (7. новембар 1994) је српска џудисткиња.
На Светском првенству за јуниоре 2014. године освојила је пето место, а на Европским првенствима за млађе сениоре окитила се златним медаљама 2015. и 2016, док је 2014. била седма.
На Европском првенству 2017. године била је седма, а на Светском првенству исте године пета.
На Европском првенству у Тел Авиву 2018. године освојила је бронзану медаљу у категорији до 48кг и донела прву медаљу за женски џудо на Европским првенствима после седамнаест година.